# Sola (Vanuatu)
Sola – miasto w Vanuatu; na wyspie Vanua Lava, stolica prowincji Torba.